# ویل‌بریگی، نیوساوت ولز
ویل‌بریگی (به انگلیسی: Willbriggie) یک شهرک در استرالیا است که در نیو ساوت ولز  واقع شده‌است.